# Blaga Dimitrova
Blaga Nikolova Dimitrova (bulgariska: Блага Димитрова), född 2 januari 1922 i Bjala Slatina, död 2 maj 2003 i Sofia, var en bulgarisk författare, poet och dramatiker som även var Bulgariens vicepresident mellan 1992 och 1993.
Dimitrova föddes i Bjala Slatina i nordvästra delen av landet, växte upp i Veliko Tărnovo och flyttade senare till Sofia. Hennes mor var lärare och hennes far var advokat. Hon slutade skolan 1942 och tog examen i slavisk filosofi vid Sofias universitet 1945. Förutom att skriva egna verk var hon även verksam som översättare. Hon översatte bland annat Adam Mickiewicz polska nationalepos Pan Tadeusz till bulgariska. Under Vietnamkriget arbetade hon som journalist i Vietnam. Hon adopterade senare en dotter från landet.
I början av sin karriär var Dimitrova trogen mot Bulgariens kommunistiska regering, men detta ändrades under 1970-talet då hon blev allt mer kritisk mot kommunismen. Följden blev att ett flertal av hennes romaner och diktsamlingar förbjöds eller nekades av de statliga bokförlagen. Dimitrova blev med tiden en av Bulgariens mest kända dissidenter. När Michail Gorbatjov kommit till makten i Sovjetunionen bildade hon Klubben för glasnost och perestrojka. Efter kommunismens fall i slutet av 1980-talet engagerade hon sig politiskt och var landets vicepresident under två år.
1987 gav Fri Press ut Dimitrovas diktsamling "Sin tyngdkrafts fånge" med svensk översättning av Ulla Roseen.

## Eftermäle
Asteroiden 4891 Blaga är uppkallad efter Blaga Dimitrova.

### Diktsamlingar
- 1959: До утре
- 1962: Светът в шепа
- 1965: Обратно време
- 1967: Осъдени на любов
- 1968: Мигове
- 1974: Как
- 1976: Гонг
- 1980: Пространства
- 1987: Лабиринт
- 1990: Между
- 1992: Нощен дневник

### Romaner
- 1965: Пътуване към себе си
- 1967: Отклонение
- 1971: Лавина
- 1981: Лице